# 银三角街道
银三角街道，是中华人民共和国江西省南昌市南昌县辖乡镇级行政单位。
1960年6月成立莲塘城镇人民公社，属之。1962年11月复称莲塘镇。2024年4月撤销莲塘镇，设立莲塘街道、银三角街道。将原莲塘镇管辖的南井路、斗柏路、公园路、向阳路、体育馆、农贸街、莲垦、莲武路、澄湖北路、澄湖西路、南农、小蓝、李埠南路、昌南客运站、王家、正荣大湖、府前路、莲水巷、手拖、澄湖中路、玺园、康莲路、城南路、澄碧湖、富锦、莲西路、莲安南路、彭家、正荣南岸、振兴路、迎宾、金沙、创业街、河滨路、斗南路、莲北、莲江、银湖公园、汇仁大道、定埠路、玉岸、沥家头、彭家坊、雄溪河、农科、青荷、开发路、伍龙、华达、都汇、蓝天 51 个社区和小蓝、莲塘、斗门、彭家、街上、王家、定岗、墨山、埂头、雄溪、柏林、唐村、虎山、岗前、邓埠、沥山、柏岗、霞山、玉沙、塔田 20 个村划归莲塘街道管辖，莲塘街道办事处驻创业街社区澄湖西路356号（原莲塘镇人民政府驻地）。将原莲塘镇管辖的春晓苑、良安、银河、银北、白沙地、银恒、银星、银良、迎富、银莲、恒北、银苑12个社区和浒南、敷林、棠左、万湖、横岗、蛟溪、涂家、春溪8个村划归银三角街道管辖，银三角街道办事处驻春晓苑社区。

## 行政區劃
银三角街道下辖以下地区：
。